# Patrick Pouyanné

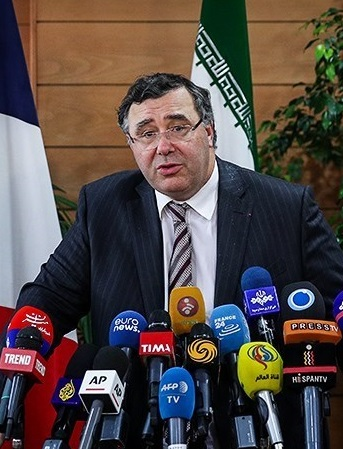
Patrick Pouyanné (2017)

Patrick Jean Pouyanné (* 24. Juni 1963 in Le Petit-Quevilly, Département Seine-Maritime) ist ein französischer Manager. Seit dem 22. Oktober 2014 ist er Vorstandsvorsitzender (directeur général) der Total-Unternehmensgruppe.

## Leben
Pouyanné studierte an der École polytechnique und der École Nationale Supérieure des Mines in Paris. Er arbeitete zunächst von 1989 bis 1997 im Industrieministerium, im Kabinett des Premierministers und anderen Ministerialbehörden Frankreichs.  1997 kam er zur Total-Gruppe, für die er als Generalsekretär in Angola tätig war. Ab dem Folgejahr arbeitete er in Katar als Generalmanager für ein in der Exploration und Produktion tätiges Tochterunternehmen. 2002 wurde er Senior-Vizepräsident bei Total im Bereich Finanzen, Ökonomie und Informationssysteme. 2005 übernahm er den Direktorenposten bei der kanadischen Tochtergesellschaft Total E&P Canada, die das Joslyn-Ölsandprojekt entwickelte. Von 2006 bis 2011 war er Senior-Vizepräsident im Bereich Strategie und Geschäftsentwicklung bei Total. Ab 2007 leitete er gleichzeitig das spanische Unternehmen Compañía Española de Petróleos. Von 2012 bis 2014 führte er als „President of Refining & Chemicals“ das Raffineriegeschäft von Total. Nachdem der bisherige Vorstandsvorsitzende, Christophe de Margerie, im Oktober 2014 durch einen Unfall verstorben war, übernahm Pouyanné die Leitung des Unternehmens.
2015 wurde Pouyanné für seine Verdienste zum Ritter der Ehrenlegion ernannt.